# Campionato italiano di ciclismo su strada 1931
Il Campionato italiano di ciclismo su strada 1931 si svolse su quattro prove dal 12 aprile al 19 settembre 1931 e vide l'affermazione di Learco Guerra.

## Calendario
| Data         | Evento                                         | Vincitore      | Squadra            |
| ------------ | ---------------------------------------------- | -------------- | ------------------ |
| 12 aprile    | Tre Valli Varesine (1931)                      | Luigi Giacobbe | Maino-Clement      |
| 26 aprile    | Giro della Provincia di Reggio Calabria (1931) | Learco Guerra  | Maino-Clement      |
| 9 agosto     | Circuito di Padova (1931)                      | Learco Guerra  | Maino-Clement      |
| 19 settembre | Predappio-Roma (1931)                          | Eugenio Gestri | Legnano-Hutchinson |

## Classifica
| Pos. | Corridore           | Squadra            | Punti |
| ---- | ------------------- | ------------------ | ----- |
| 1    | Learco Guerra       | Maino-Clement      | 9     |
| 2    | Fabio Battesini     | Maino-Clement      | 7     |
| 3    | Luigi Giacobbe      | Maino-Clement      | 6     |
| 3    | Michele Mara        | Bianchi-Pirelli    | 6     |
| 5    | Eugenio Gestri      | Legnano-Hutchinson | 5     |
| 6    | Ambrogio Morelli    | Bianchi-Pirelli    | 4     |
| 7    | Allegro Grandi      | Bianchi-Pirelli    | 3     |
| 7    | Domenico Piemontesi | Bianchi-Pirelli    | 3     |
| 7    | Pio Caimmi          | Gloria-Hutchinson  | 3     |
| 7    | Pietro Fossati      | Maino-Clement      | 3     |